# Чапалда, Ананий Дмитриевич
Ананий Дмитриевич Чапалда (1 октября 1914, Винницкая область — июнь 2010) — машинист экскаватора строительства Камской гидроэлектростанции.

## Биография
Родился 1 октября 1914 года в селе Берёзовка Черневецкого района Винницкой области Украины в крестьянской семье. Украинец. Окончил 5 классов сельской школы.
В 1933 году начал работать в Водоканалстрое мотористом, с 1935 по 1936 год был матросом на буксирном катере, потом служил в рядах Красной Армии. После демобилизации работал загрузчиком печей на заводе «Запорожсталь», механизатором в городе Ленинграде.
С 1941 года Чапалда трудится на стройках Наркомата электростанций, позднее Министерства строительства электростанций. В боевых действиях Великой Отечественной войны не участвовал. С июня 1941 года работал электромонтёром на строительстве гидроэлектростанции «Свирь-2» под Ленинградом. Когда немцы были уже в восьми километрах от станции, был эвакуирован на восток.
Работал в Челябинской области на «Аргази-строе», на строительстве плотины. В 1943 году, освоил профессию экскаваторщика: был сначала помощником, затем машинистом экскаватора.
В 1947 году был переведён на строительство Камской ГЭС. Умело организовывал работу, внёс и реализовал много технических предложений, позволяющих сокращать время простоя, улучшать условия труда.
Указом президиума Верховного Совета СССР от 25 июля 1957 года за выдающиеся производственные достижения и большой вклад, внесённый в освоение и внедрение прогрессивных методов труда в строительство и монтаж оборудования гидроэлектростанций, Чапалде Ананию Дмитриевичу присвоено звание Героя Социалистического труда с вручением ордена Ленина и золотой медали «Серп и Молот».
В 1956 году приехал на строительство Воткинской гидроэлектростанции. Ударно трудился на строительстве ГЭС, затем крановщиком на строительстве нового города — Чайковский. В 1982 году ушёл на заслуженный отдых.
Жил в городе Чайковский. Скончался в июне 2010 года.
Почётный гражданин города Чайковский.
Награждён орденом Ленина, медалями.